# 迪克堡 (加利福尼亞州)
迪克堡（英語：Fort Dick）是位於美國加利福尼亞州德爾諾特縣的一個非建制地區。該地的面積和人口皆未知。

## 地理
迪克堡的座標為41°52′04″N 124°08′56″W / 41.86778°N 124.14889°W，而該地的平均海拔高度為16米（即52英尺）。